# Бетсу-Канас
Бетсу-Канас (устар. Бетсуканас) — река в России, протекает по Республике Алтай. Устье реки находится по правому берегу реки Акалаха. Длина реки составляет 22 км.

## Данные водного реестра
По данным государственного водного реестра России относится к Верхнеобскому бассейновому округу, водохозяйственный участок реки — Катунь, речной подбассейн реки — Бия и Катунь. Речной бассейн реки — (Верхняя) Обь до впадения Иртыша.
Код объекта в государственном водном реестре — 13010100312115100004233.